# Rebutia tarijensis
Rebutia tarijensis är en kaktusväxtart som beskrevs av Walter Rausch. Rebutia tarijensis ingår i släktet Rebutia och familjen kaktusväxter. Inga underarter finns listade i Catalogue of Life.